# Djurröds församling
Djurröds församling var en församling i Lunds stift och i Kristianstads kommun. Församlingen uppgick 2002 i Träne-Djurröds församling.

## Administrativ historik
Församlingen har medeltida ursprung. Namnet skrevs före 16 november 1883 även Görröds församling. 
Församlingen var möjligen tidigt annexförsamling i pastorat med Västra Vrams församling som moderförsamling för att därefter åtminstone från 1560-talet till 1975 vara annexförsamling i pastoratet Träne och Djurröd som från 1962 även omfattade Äsphults församling. Från 1975 till 2002 annexförsamling i pastoratet Vä, Skepparslöv, Köpinge, Träne och Djurröd. Församlingen uppgick 2002 i Träne-Djurröds församling.

## Kyrkor
- Djurröds kyrka